# Maison canoniale, 24 rue du Cloître-Notre-Dame (Chartres)
La maison canoniale, 24 rue du Cloître-Notre-Dame est une maison de chanoines située dans l'ancien cloître Notre-Dame de la ville de Chartres, préfecture du département français d'Eure-et-Loir, en région Centre-Val de Loire.

## Description
Cette maison fait l'angle avec la rue des Acacias, autrefois rue de Saint-Jean, qui permettait de relier le cloître Notre-Dame à la basse ville par la porte du même nom. 
Elle est la seule maison restante du corps de logis du chevecier.
Elle fait l’objet d’une inscription au titre des monuments historiques depuis le 16 juin 2005.

Maison, 24 rue du Cloître-Notre-Dame
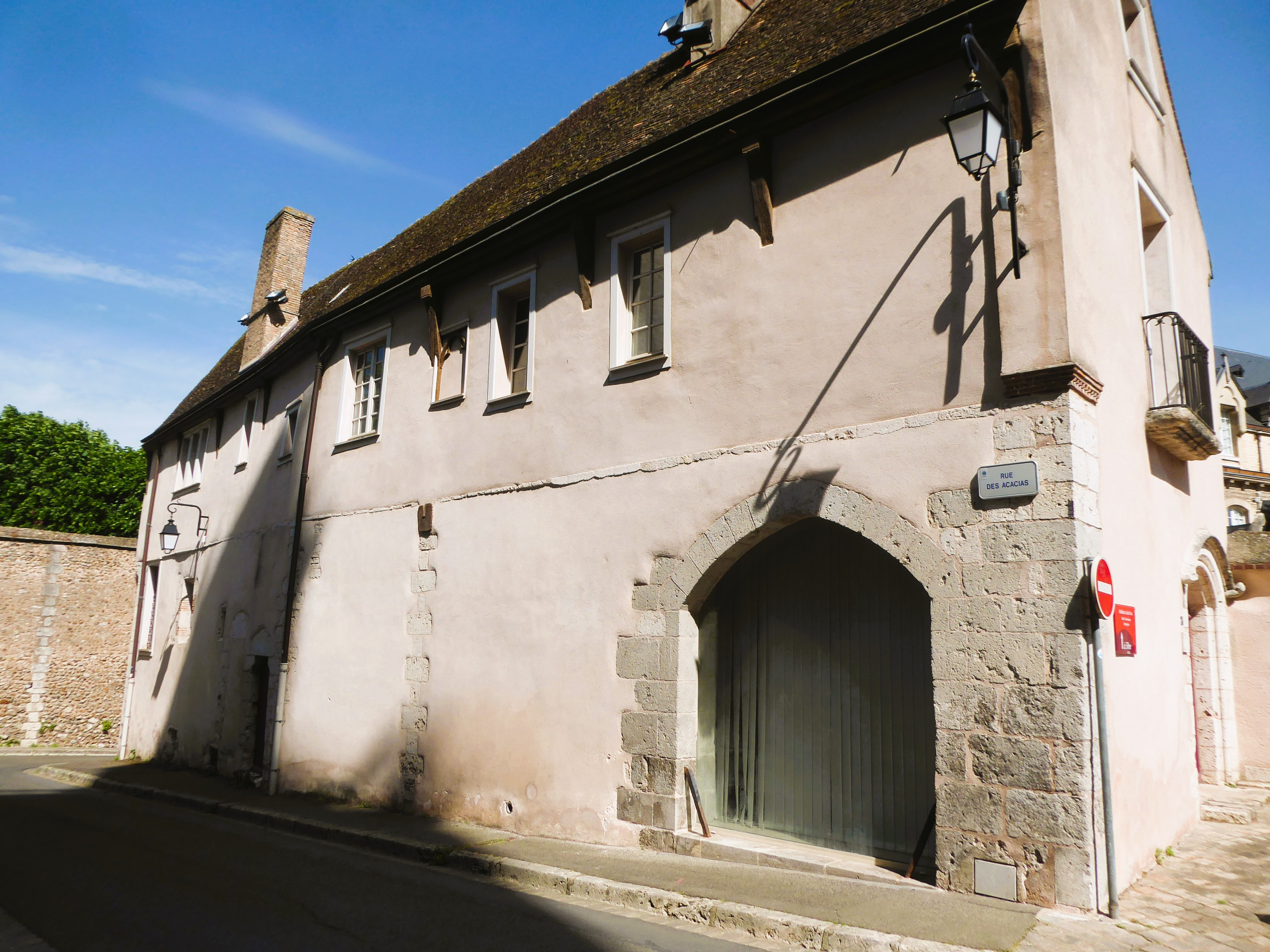
Mur nord-ouest.
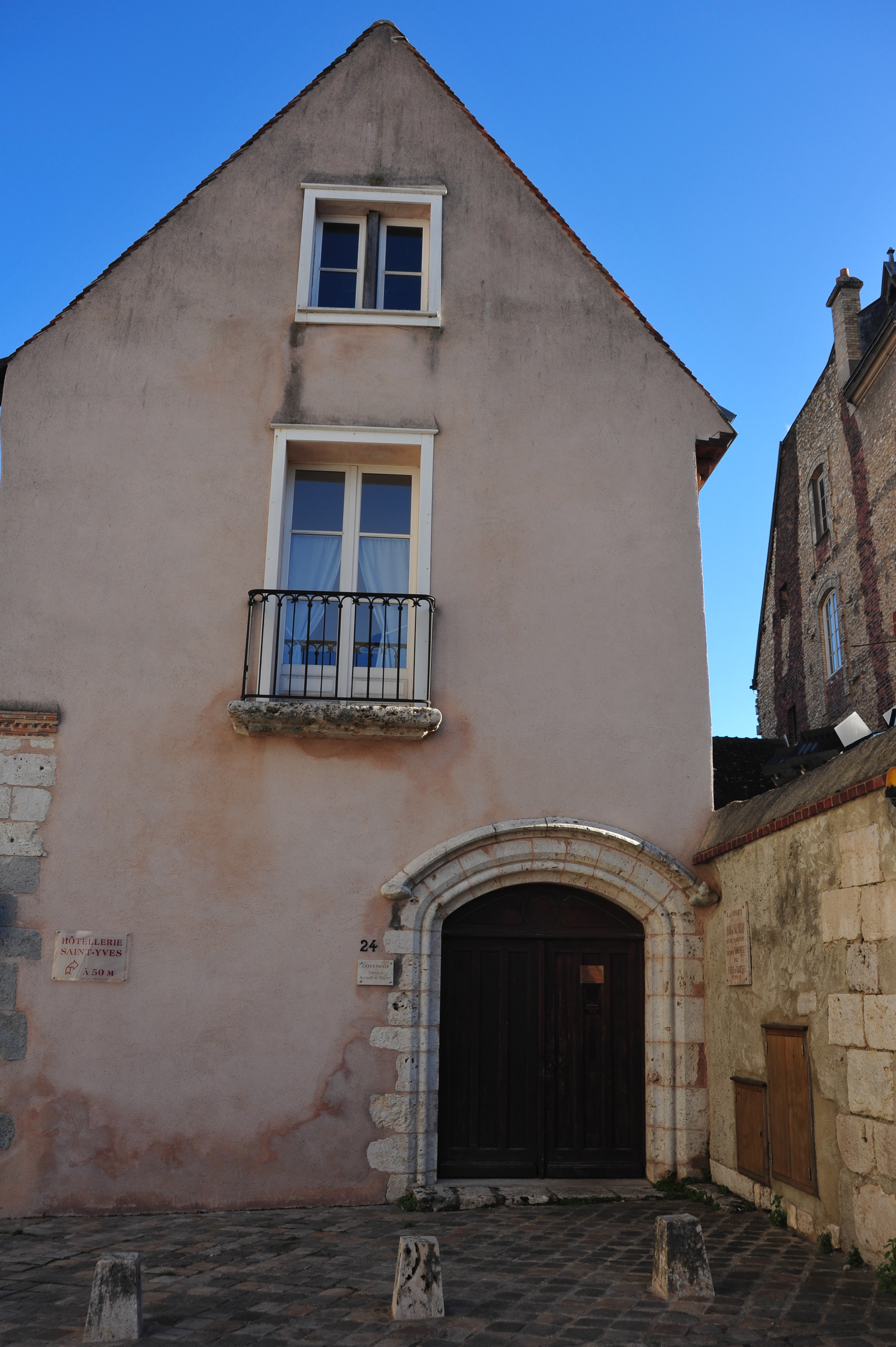
Pignon sud-ouest.
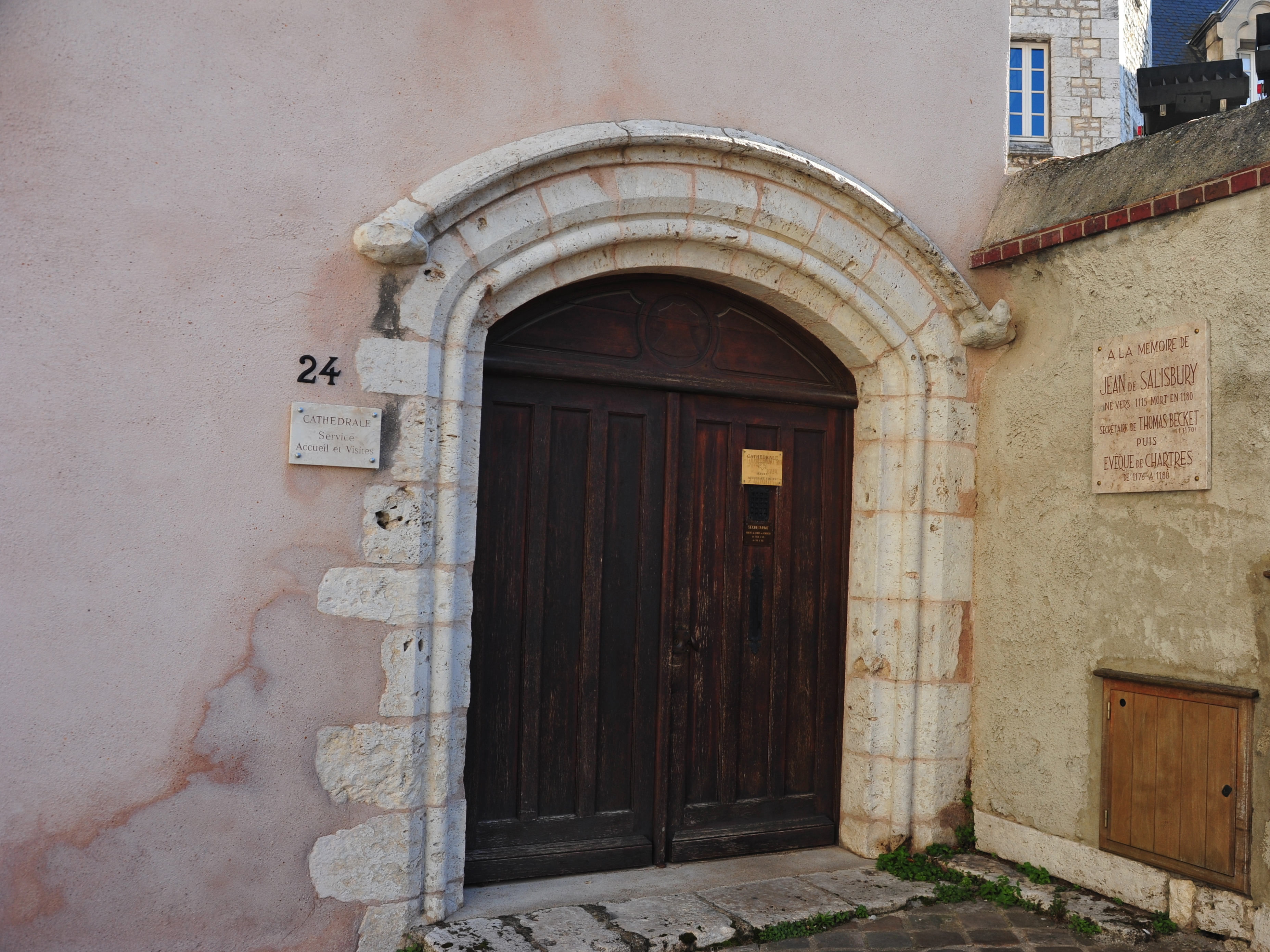
Porte d'entrée.